# Planification écologique
Ne doit pas être confondu avec Transition écologique.
 (septembre 2023).
De manière générale, par exemple selon Klosterman et Pettit, la planification écologique est un processus multidisciplinaire qui vise à intégrer la préservation et la restauration des écosystèmes naturels dans les décisions de développement humain. Elle cherche à identifier et à minimiser les impacts négatifs sur l'environnement en prenant en compte les interactions complexes entre les éléments naturels et les activités humaines. La planification écologique favorise l'utilisation durable des ressources naturelles, la protection de la biodiversité et la création d'espaces durables pour les générations actuelles et futures.
En France, l'expression désigne aussi depuis 2023 le plan France Nation verte, qui vise la réussite de la transition écologique du pays, impliquant notamment de ralentir et stopper l'effondrement de la biodiversité, et une baisse de 55 % de ses émissions de gaz à effet de serre (GES) avant 2030.

## Une nouvelle approche
Dans Design with Nature, Ian McHarg propose une approche novatrice de la planification qui met l'accent sur l'intégration des facteurs naturels et écologiques dans le processus de conception et d'aménagement du territoire. Il suggère que les décisions en matière d'aménagement devraient être guidées par une compréhension approfondie des processus naturels, des caractéristiques du terrain et de la dynamique des écosystèmes.

### Auteurs ayant participé à la recherche sur la planification écologique
1. Ian McHarg (architecte, urbaniste et écologiste) ; son livre Design with Nature (1969) est devenu une référence dans le développement de la planification écologique. McHarg a proposé une approche systématique de la planification urbaine en intégrant les considérations écologiques dans tout le processus.
2. Richard T.T. Forman (ou Richard Forman), écologue du paysage et urbaniste : il a développé des concepts liés à la planification écologique dans ses travaux. Son livre Land Mosaics: The Ecology of Landscapes and Regions (1995) dérit comment les écosystèmes interagissent avec les activités humaines.
3. Frederick R. Steiner (urbaniste et architecte) : il a écrit sur la planification écologique dans des ouvrages tels que The Living Landscape: An Ecological Approach to Landscape Planning (2008). Il explore comment intégrer la protection de la nature dans le développement, via la planification.
4. David Walters : il est l'auteur de Designing Community: Charrettes, Masterplans and Form-Based Codes (2007), où il examine comment la planification peut promouvoir des communautés durables vivant en harmonie avec l'environnement.
5. Marcia J. Bates : elle a produit des articles académiques sur la planification écologique et les systèmes d'information géographique (SIG), explorant comment les SIG peuvent aider à prendre des décisions éclairées en matière de planification environnementale.
6. Sander Meijerink : spécialiste de la planification et de la gestion de l'eau, il a abordé la planification écologique dans le contexte de la gestion des ressources hydriques et de la protection des zones humides.

- Otto Neurath (philosophe autrichien) est aussi l'un des pionniers de ce concept[3].

## À échelle mondiale
Une planification écologique mondiale implique une coopération internationale forte, sous l'égide de l'ONU, avec des accords contraignants entre pays.
Depuis le sommet de la Terre (Rio, 1992), le PNUE, l'Organisation mondiale de la santé (OMS) et d'autres institutions internationales y travaillent, mais la planification écologique mondiale est un défi complexe, qui exige l'engagement et la coordination de pays du monde entier.

### Les différents programmes mondiaux
1. L'accord de Paris sur le climat, adopté en 2015 lors de la conférence de Paris de 2015 sur les changements climatiques, est un accord mondial visant à lutter contre le changement climatique. Il vise à maintenir le réchauffement climatique bien en dessous de 2 degrés Celsius par rapport aux niveaux préindustriels, avec des efforts pour limiter la hausse à 1,5 degré Celsius. Les pays signataires se sont engagés à réduire leurs émissions de gaz à effet de serre et à renforcer leur résilience face aux impacts du changement climatique.
2. Les objectifs de développement durable (ODD) sont un ensemble de 17 objectifs adoptés par l'Organisation des Nations unies en 2015 dans le cadre de l'Agenda 2030 pour le développement durable. Ces objectifs visent à résoudre des problèmes mondiaux tels que la pauvreté, la faim, la santé, l'éducation, l'égalité des sexes, l'eau propre, l'énergie propre, le travail décent, la croissance économique, la réduction des inégalités et la protection de l'environnement.
3. Le protocole de Montréal, signé en 1987, est un accord international visant à protéger la couche d'ozone en éliminant progressivement la production et la consommation de substances appauvrissant la couche d'ozone, notamment les chlorofluorocarbures (CFC).
4. Les objectifs d'Aichi pour la biodiversité, adoptés en 2010 lors de la Conférence des Parties à la Conférence de Nagoya sur la biodiversité, sont un plan mondial visant à enrayer la perte de biodiversité et à promouvoir une gestion durable des écosystèmes jusqu'en 2020.
5. Le programme des Nations Unies pour l'environnement est l'organe des Nations unies chargé de promouvoir la protection de l'environnement à l'échelle mondiale. Il travaille sur diverses questions environnementales, notamment la gestion des déchets, la pollution, la conservation de la biodiversité et le changement climatique.
6. Le protocole de Nagoya, adopté en 2010, fait partie de la Convention sur la diversité biologique. Il promeut la conservation et l'utilisation soutenable de la biodiversité et des ressources génétiques.
7. Les objectifs de développement durable liés à l'eau comprennent également des objectifs spécifiques liés à l'eau, l'objectif no 6 notamment, visant à garantir l'accès à l'eau potable, à l'assainissement et à une gestion durable des ressources en eau.

## À l'échelle de l'Union européenne

### Les différents programmes européens
1. Pacte vert pour l'Europe : Lancé par la Commission européenne, il s'agit d'un plan d'action visant à rendre l'Europe climatiquement neutre d'ici 2050, en réduisant les émissions de gaz à effet de serre et en favorisant la durabilité environnementale.
2. L'instrument financier pour l'environnement (LIFE) : il finance des projets de nature environnementale et climatique à travers l'Union européenne ; et il soutient la mise en œuvre de politiques et de législations liées à l'environnement.
3. Programme LIFE Climate Action : cette composante du programme LIFE est axée sur les projets visant l'atténuation et l'adaptation au changement climatique.
4. Horizon Europe : Le programme-cadre pour la recherche et l'innovation de l'Union européenne, successeur d'Horizon 2020, vise également à soutenir des projets de recherche liés à l'environnement, au climat et à la durabilité.
5. Le réseau Natura 2000 : Un réseau de zones protégées créé pour préserver la diversité biologique en Europe.
6. Programme européen pour l'environnement et l'action pour le climat (LIFE) : Il soutient les projets environnementaux et climatiques à travers l'Europe pour contribuer aux objectifs environnementaux de l'Union européenne.
7. Programme de développement rural (PDR) : Dans le cadre de la Politique agricole commune (PAC), le PDR comprend des mesures pour promouvoir des pratiques agricoles durables, la protection de la biodiversité et le développement rural équilibré.
8. Interreg : Une série de programmes de coopération transfrontalière, transnationale et interrégionale visant à résoudre des défis communs, y compris les enjeux environnementaux.
9. EIT Climate-KIC : L'initiative de l'Institut européen d'innovation et de technologie qui se concentre sur l'innovation climatique pour accélérer la transition vers une économie à faible émission de carbone.
10. Fonds européen pour les affaires maritimes et la pêche (FEAMP) : Il vise à soutenir une pêche durable et la mise en œuvre de la politique maritime intégrée de l'Union européenne.
11. Loi sur le Climat : L'Union européenne adopte une loi sur le climat qui vise à fixer un objectif de neutralité carbone d'ici 2050 et à renforcer les efforts de réduction des émissions de gaz à effet de serre.
12. Fonds pour une Transition Juste : L'Union européenne créé le Fonds pour une Transition Juste pour soutenir les régions les plus touchées par la transition vers une économie plus verte. Ce fonds vise à investir dans des projets qui favorisent la durabilité environnementale tout en assurant des emplois et une cohésion sociale.
13. Politique agricole commune (PAC) : La PAC de l'Union européenne intègre également des éléments de planification écologique en encourageant des pratiques agricoles durables, la préservation des écosystèmes et la promotion de l'agriculture biologique.

## En France

### Mise à l'agenda
Selon l'Etat (2023) : « les urgences climatiques, énergétiques et environnementales nous imposent une accélération sans précédent des efforts collectifs pour baisser de plus de moitié nos émissions de gaz à effet de serre, réduire nos pressions sur la biodiversité et mieux gérer nos ressources essentielles ».
Le terme « planification écologique » a été utilisé pour la première fois dans le champ politique par Jean-Luc Mélenchon en 2008, lors du congrès de Reims du Parti socialiste, et repris dans les programmes de ses candidatures aux élections présidentielles de 2012, 2017 et 2022.
Il est ensuite utilisé à la suite de la réélection d'Emmanuel Macron pour la mission de gestion de la planification écologique du pays confié à sa Première ministre, Élisabeth Borne, sous la bannière France nation Verte. un premier Conseil de planification écologique s'est tenu en janvier 2023, mais un rapport annuel 2023 du Haut-commissariat du climat, intitulé « Acter l’urgence et engager les moyens » jugeait la France en retard sur ses objectifs. En 2024, le gouvernement, via le SGPE lui a répondu, le 4 avril 2024, par un rapport de 116 pages, jugeant le gouvernement "engagé pleinement" dans la planification écologique, avec un nouveau plan national d'adaptation au changement climatique et une Stratégie nationale bas carbone (SNBC-3 "à horizon 2030") devant être mis en consultation "au printemps 2024", pour une neutralité carbone à horizon 2050. Le jour même, le HCC et sa présidente (Corinne Le Quéré) s’inquiétait du fait que la loi de programmation énergie climat n'était pas encore votée, craigant aussi un recul de l’ambition" climatique du pays

### Plus qu'un concept, une stratégie d'action publique
À l'occasion du discours du 12 juillet 2023 devant le Conseil national de la transition écologique, la Première ministre Élisabeth Borne définit la planification écologique comme un « plan collectif, concret et crédible qui doit aboutir à une stratégie complète, cohérente, concrète et efficace ». Elle évoque notamment le fait que cette planification écologique est une « feuille de route » , (France Nation verte), basée sur 6 thématiques :
1. Mieux se déplacer
2. Mieux se loger
3. Mieux préserver et valoriser les écosystèmes
4. Mieux produire
5. Mieux se nourrir
6. Mieux consommer

La planification écologique est décrite par le gouvernement français comme une « méthode globale, permettant d’agir de façon coordonnée avec l’ensemble des Français, des entreprises et des collectivités, afin de relever 5 défis majeurs de la transition écologique :  
1. Réduire les émissions de gaz à effet de serre (baisse de 55 % en 2030) et limiter les effets du changement climatique (=> doubler la diminution des émissions de gaz à effet de serre pendant le quinquennat, pour atteindre la neutralité carbone en 2050 ;
2. S’adapter aux conséquences inévitables du changement climatique ;
3. Restaurer la biodiversité ;
4. Réduire l’exploitation de nos ressources naturelles à un rythme soutenable ;
5. Réduire toutes les pollutions qui affectent la santé. »

### Méthodologie d'élaboration de cette stratégie
La méthodologie choisie pour construire cette stratégie a été celle de la consultation. En effet, le gouvernement français annonce y avoir passé une année qui "aura mobilisé l'ensemble des ministères, les filières économiques, les représentants des collectivités locales, think thanks et associations environnementales".

### Objectifs de cette stratégie
L'objectif affiché est de réduire de 55 % les émissions de gaz à effet de serre d'ici 2030, soit : une baisse de 138 millions de tonnes de CO2.
Il est également souhaité de « mettre moins de pression sur notre biodiversité » en restaurant 1,4 million d'hectares.
Enfin, la stratégie devrait permettre une « meilleure gestion de nos ressources essentielles » en baissant de 10 % la consommation d'eau.

### Secrétariat général à la Planification écologique
Le secrétariat général à la Planification écologique (SPGE, annoncée par le candidat Emmanuel Macron lors de son meeting de campagne de Marseille) est créé au courant de l'année 2022. Il est placé sous l'autorité de la Première ministre. Il est dirigé par Antoine Pellion. Le SGPE se donne pour mission d'assurer la coordination de la planification écologique en France.

### ProgrammeFrance Nation Verte
Présenté le 21 octobre 2022, ce programme incarne la méthode gouvernementale de mise en œuvre la planification écologique.
Le gouvernement français définit le programme tel que : « Lancée le 21 octobre 2022 par la Première ministre, France Nation Verte est la bannière commune de notre mobilisation collective pour réaliser ensemble une transition écologique juste et efficace ».

### Territorialisation souhaitée
Selon La Gazette des communes, l'État prévoit de « travailler avec les collectivités à sa déclinaison territoriale ». Comprendre, « décliner, territoire par territoire, ces grands objectifs nationaux ».
Pour ce faire, une consultation des associations d'élus (France urbaine, Association des maires de France, etc.) est réalisée.
Cette territorialisation devrait se concrétiser grâce à l'Agence nationale de la cohésion des territoires (ANCT) selon Christophe Béchu.

### Financements
Ils sont de différents ordres, et proviennent de différentes enveloppes budgétaires.
- Le Fonds vert[21] est un fonds pour « l'accélération de la transition écologique dans les territoires ». C'est une enveloppe dôtée d'un budget de 2 milliards d'euros à répartir dans les différents territoires français.

- Le 12 juillet 2023, Élisabeth Borne a présenté devant le Conseil national de la transition écologique (CNTE) les grandes lignes de la planification écologique d'ici à 2030, qui va bénéficier de 7 milliards d'euros supplémentaires dès 2024[10].

- Une augmentation du budget « MaPrimeRénov »[22] est également annoncée par la Première ministre et devrait passer à 4 milliards d'euros.

- Enfin, la stratégie pour la biodiversité devrait disposer d'un budget de 264 millions d'euros supplémentaires pour un total d'1 milliard d'euros d'ici 2024.

#### Comité du financement de la transition écologique (CFTE)
Dans un communiqué de presse datant du 12 juillet 2023, le Comité du financement de la transition écologique (CFTE) est évoqué par le gouvernement français. Ce comité aurait pour objectif de « coordonner l'action des industriels, des financeurs et pouvoirs publics dans la mobilisation des ressources financières nécessaires à la transition écologique en France ».

### Accueil en France
Selon le réseau Action Climat, « les premières orientations présentées sur la planification écologique (…) sont encore insuffisantes ». Dans un décryptage, il juge que « 50 % de mesures (sont) manquantes pour atteindre les objectifs proposés, déjà eux-mêmes insuffisants ».
Selon le journal L'Humanité, « Matignon esquive plus qu'il n'esquisse ».
Selon Le Monde, « l'exécutif peine toujours à avoir un discours concret et global sur l'adaptation de l'économie et de la société française au changement climatique » et parle d'un « récit très technocratique ». Le quotidien estime également que la « planification écologique doit viser en priorité les espaces marginalisés comme les banlieues ».
Pour Nicolas Nace, chargé de campagne transition énergétique chez Greenpeace, « le constat est posé, mais l'ambition ne suit pas. Le Gouvernement confirme un objectif de baisse des émissions brutes [de gaz à effet de serre] de 50 % d'ici à 2030 par rapport à 1990, alors qu'il faudrait les baisser de 62,2 % pour être sur une trajectoire compatible avec un réchauffement climatique limité à + 1,5 °C ».

#### Articles
- Laure Després, « Une planification écologique et sociale : un impératif ! », Actuel Marx, no 65 « La planification aujourd'hui »,‎ 1er semestre 2019, p. 103-118 (ISBN 978-2-13-082101-4, ISSN 0994-4524, e-ISSN 1969-6728, DOI 10.3917/amx.065.0103 , HAL hal-03082765, S2CID 203048708).
- Cédric Durand et Razmig Keucheyan, « L’heure de la planification écologique », Le Monde diplomatique, no 794 « Covid-19 : après la crise… les crises »,‎ mai 2020, p. 16-17 (ISSN 0026-9395, e-ISSN 2491-5866, HAL halshs-02879841, S2CID 226494308, lire en ligne ).
- Étienne Espagne et Guilherme Magacho, « Planification écologique et changement structurel : perspectives pour la France », Revue de l’OFCE, vol. 2022/1, no 176 « Enjeux socio-économiques de l’action pour le climat »,‎ 2022, p. 175-201 (ISSN 1265-9576, e-ISSN 1777-5647, DOI 10.3917/reof.176.0175).
- Lise Mongeau et Diane Sauvé, « Thésaurus Envirodoq. Gérard Nobréga en collaboration avec Informatech France-Québec. Montréal, Informatech France-Québec, 1980. 437 p. » (compte-rendu), Documentation et bibliothèques, vol. 27, no 3,‎ septembre 1981, p. 130-132 (ISSN 0315-2340, e-ISSN 2291-8949, OCLC 8014975712, DOI 10.7202/1053814ar, S2CID 189106157).
- « Jean Pisani-Ferry : « Il n’y aura de transition écologique réussie que si les citoyens se reconnaissent dans un projet collectif » », chronique , sur lemonde.fr, 22 avril 2022.
- Dominique Plihon, « La planification écologique : un impératif », Politis, no 1590,‎ 12 février 2020 (ISSN 1290-5550, lire en ligne).
- (en) Will Steffen, Katherine Richardson, Johan Rockström, Sarah E. Cornell, Ingo Fetzer, Elena M. Bennett, Reinette Biggs, Stephen R. Carpenter, Wim de Vries, Cynthia A. de Wit, Carl Folke, Dieter Gerten, Jens Heinke, Georgina M. Mace, Linn M. Persson, Veerabhadran Ramanathan, Belinda Reyers et Sverker Sorlin, « Planetary boundaries: Guiding human development on a changing planet », Science, vol. 347, no 6223,‎ 15 janvier 2015 (ISSN 0036-8075, e-ISSN 1095-9203, DOI 10.1126/science.1259855).

#### Ouvrages
- Agence de l'environnement et de la maîtrise de l'énergie, Transition(s) 2050 : choisir maintenant, agir pour le climat (rapport, synthèse, résumé exécutif), Angers, ADEME, coll. « Horizons », 2022, 686 p., 43 p., 11 p. (ISBN 979-10-297-1917-2, 979-10-297-1888-5 et 979-10-297-1890-8, BNF 47053499, lire en ligne [PDF]).
- (en) Pia Andres et Penny Mealy, Navigating the green transition: insights for the G7 (rapport), Londres, London School of Economics, 2021, 18 p. (lire en ligne [PDF]).
- Nicolas Berghmans, Lola Vallejo, Benoit Leguet, Erwann Kerrand, Andreas Eisl, Phuc-Vinh Nguyen, Thomas Pellerin-Carlin et Xavier Timbeau, Climat : quels investissements pour le prochain quinquennat ? : Pour une programmation pluriannuelle des investissements publics (rapport de recherche), Paris, Institut du développement durable et des relations internationales, 2021, 6 p. (HAL hal-03483383, lire en ligne [PDF]).
- (en) Stéphanie Bouckaert, Araceli Fernandez Pales, Christophe McGlade, Uwe Remme, Brent Wanner, Laszlo Varro, Davide D'Ambrosio et Thomas Spencer, Agence internationale de l'énergie, Net Zero by 2050 : A Roadmap for the Global Energy Sector (rapport), 2021, 224 p. (présentation en ligne, lire en ligne [PDF]).
- Catherine de Menthière, Vincent Piveteau, Patrick Falcone et Xavier Ory, Conseil général de l'alimentation, de l'agriculture et des espaces ruraux, La haie, levier de la planification écologique (rapport d'inspection), Paris, ministère de l'Agriculture et de la Souveraineté alimentaire, 2023, 116 p. (lire en ligne [PDF]).